# Mitt sköna sextiotal
Mitt sköna sextiotal är ett studioalbum av Christer Sjögren. Det släpptes i Sverige den 17 september 2008, och den 24 april 2009 även i Tyskland .
Albumet är en hyllning till populärmusik från 1960-talet. Då det är ett coveralbum räknas den sista låten, den egenproducerade I Love Europe som var Christer Sjögrens bidrag till den svenska Melodifestivalen 2008, som bonusspår. 1960-talstemat till trots är andraspåret, If Tomorrow Never Comes, en Garth Brooks-låt som första gången släpptes 1989.

## Låtlista
1. Everybody Loves Somebody
2. If Tomorrow Never Comes
3. Save the Last Dance for Me (duett med Jessica Andersson)
4. I Love You Because
5. That's Life
6. Young Girl
7. Early Mornin' Rain
8. Crazy
9. What Do You Want to Make Those Eyes at Me For?
10. Ramlin' Rose
11. Green Green Grass of Home
12. Help Me Make It Through the Night
13. Only You
14. What a Wonderful World
15. I Love Europe (bonusspår)

## Medverkande
- Christer Sjögren - sång
- Lasse Wellander - gitarr
- Hasse Rosén - gitarr
- Thobias Gabrielsson - bas
- Bosse Persson - bas
- Peter Ljung - klaviatur
- Per Lindvall - trummor
- Lasse Persson - trummor
- Pablo Cepeda - slagverk
- Janne Lindgren - steelguitar
- Wojtek Goral - saxofon
- Lennart Sjöholm - producent, dragspel

## Listplaceringar
| Lista (2008) | Topplacering |
| ------------ | ------------ |
| Danmark      | 9            |
| Norge        | 21           |
| Sverige      | 2            |